# Giulio Sansedoni
Giulio Sansedoni (28 de março de 1551 – 19 de dezembro de 1625) foi um prelado católico romano que serviu como bispo de Grosseto (1606–1611).

## Biografia
Giulio Sansedoni nasceu a 28 de março de 1551 em Siena, na Itália e foi ordenado sacerdote no dia 15 de junho de 1577. A 20 de novembro de 1606, foi nomeado durante o papado de Paulo V como Bispo de Grosseto. No dia 26 de novembro de 1606, foi consagrado bispo por Girolamo Bernerio, cardeal-bispo de Albano, com Paolo Alberi, arcebispo emérito de Dubrovnik, e Metello Bichi, bispo emérito de Sovana, servindo como co-consagradores. Serviu como Bispo de Grosseto até à sua renúncia em 1611.

## Sucessão episcopal
Enquanto bispo, foi o co-consagrador principal de:
- Pierre de Donnauld, (1610);
- Jean Jaubert de Barrault, (1611);
- János Telegdy, (1611);
- Malatesta Baglioni, (1612);
- Giuseppe di Ceva, (1614);
- Angelo Gozzadini, (1616);
- Petrus Pitarca, (1617);
- Cipriano Pavoni, (1619);
- Francesco Nappi, (1619);
- Alessandro d'Este, (1622);
- Aloysius Galli, (1622);
- Ferdinand Boschetti, (1622);
- Eitel Frederick von Hohenzollern-Sigmaringen, (1623);
- Baldassarre Bolognetti, (1624);
- Giovanni Maria Belletti, (1625).